# Hapoel Katamon Jerusalem
Hapoel Katamon  Jerusalem Football Club (em hebraico:  מועדון כדורגל הפועל קטמון) é um clube de futebol israelense de Jerusalém, o clube atualmente disputa o Campeonato Israelense de Futebol, tem sede no estádio da Universidade Hebraica.

## História
O clube de futebol Hapoel Jerusalem foi fundado em 1926. O time pertencia à "Histadrut", a organização de sindicatos de trabalhadores de Israel, e representava os valores socialistas. Em 1957, a equipe avançou pela primeira vez para a principal liga israelense. Ao longo das décadas de 1960 e 1970, os anos conhecidos como a "era de ouro" da equipe, "Hapoel" superou e superou em espectadores a cidade rival Beitar Jerusalém - uma equipe associada ao movimento "revisionista" de direita. A conquista mais importante da história do clube foi a conquista da Copa do Estado de Israel em 1973.
Desde a década de 1980, "Hapoel" perdeu a liderança para Beitar Jerusalém. A equipe passou as décadas de 1980 e 1990 oscilando entre a 1ª e a 2ª ligas. Eventualmente, foi comprado pelo empresário Yosi Sassi em 1993, que nomeou seu amigo, Victor Yona, como presidente. Desde o final da década de 1990, os dois entraram em várias disputas e processos judiciais, e a equipe trocou de mãos entre os dois.
Após a temporada 2006-07, em que a equipe caiu pela segunda vez para a 3ª liga, e depois de anos procurando alguém para comprar o Hapoel Jerusalém, os torcedores desencantados, extremamente insatisfeitos com a gestão, resolveram criar uma empresa com o objetivo de comprar o clube. Quando ficou evidente que chegar a esse acordo era impossível, eles decidiram começar uma equipe alternativa. O grupo, liderado pelo jornalista Uri Sheradski e apoiado pelo então futuro prefeito Nir Barkat, comprou o Hapoel Mevasseret Zion/Abu Ghosh (fundado em 2004 pela fusão de dois clubes de Abu Ghosh e Mevasseret Zion), e o renomeou "Hapoel Katamon /Mevasseret Zion". O novo nome foi tirado de Katamon, um bairro de Jerusalém onde o Hapoel Jerusalem jogou de 1954 até se mudar para o YMCA Stadium e mais tarde para o Teddy Stadium no início dos anos 1990. O primeiro jogo foi disputado em 19 de outubro de 2007, para uma multidão de 3.000; O Hapoel Katamon venceu o Hapoel Nahalat Yehuda por 2–1.
Nem todos os fãs do Hapoel Jerusalem apoiaram esse movimento; alguns acreditavam que criar Katamon era "trair" a equipe. Um slogan popular entre os críticos era "o amor não pode ser comprado por 1.000 shekels", uma referência ao preço de adesão. No entanto, o número de espectadores nas partidas de Katamon superou constantemente o do Hapoel Jerusalem.
O clube sobreviveu por 2 anos nesta forma. O primeiro ano, a temporada 2007-08, foi um relativo sucesso profissional, já que a equipe chegou à 7ª rodada da Copa do Estado de Israel, e terminou o campeonato em segundo lugar, a apenas um ponto de avançar para a Liga Artzit. Na temporada 2008-09, a equipe terminou em 7º lugar. Durante esta segunda temporada, os esforços de fusão entre o Hapoel Katamon e o Hapoel Jerusalem foram retomados, mas sem sucesso. Eventualmente, foi decidido por um voto de torcedores membros para encerrar a cooperação com o Hapoel Mevasseret e, em vez disso, estabelecer um novo clube. As vantagens dessa mudança foram que o novo clube estava desatado à administração do Hapoel Mevasseret, era de propriedade e operado apenas pelos torcedores do Hapoel Katamon e, como estava sediado em Jerusalém, poderia ser apoiado pelo município. A principal desvantagem foi que uma equipe recém-criada deve começar na Liga Gimel, a 5ª divisão.
O novo clube, chamado "Hapoel Katamon Jerusalem", começou a jogar no final de setembro de 2009 no Estádio da Universidade Hebraica em Givat Ram, Jerusalém. A nova forma de gestão é composta por 3 representantes eleitos pelos torcedores. Amir Gola, ícone do time, voltou da aposentadoria como ex-capitão do Hapoel Jerusalem para ser capitão do novo time. Ao longo da temporada 2008/2009, o Hapoel Katamon manteve a liderança e terminou em primeiro lugar no campeonato, avançando para a Liga Bet. A partida final em casa foi disputada para uma multidão estimada de 4.000.
Para a temporada 2009-10, a equipe reforçou com vários novos jogadores, principalmente Shai Aharon, que foi capitão do Hapoel Jerusalem por vários anos, incluindo a temporada 2008-09. a decisão do Aharon pode ajudar a consolidar o futuro de Katamon como "o verdadeiro Hapoel Jerusalém".
Ao longo da temporada 2009-10 na Liga Bet, o Hapoel Katamon teve uma liderança constante e terminou em primeiro lugar na liga, avançando para a Liga Alef. Naquela temporada, o clube também estabeleceu um ramo juvenil e algumas das equipes juvenis conseguiram avançar uma liga em sua primeira temporada.
No final da temporada 2012-13 na Liga Alef, o Hapoel Katamon conseguiu se classificar para a Liga Leumit, onde enfrentou o Hapoel Jerusalem. O Hapoel Katamon terminou a temporada 2013-14 na Liga Leumit em 14º lugar e teve que jogar contra o rebaixamento com o vencedor do play-off da Liga Alef, Ironi Tiberíades. O Hapoel Katamon perdeu por 1–5 no total (0–3, 1–2) e foi rebaixado para a Liga Alef. A equipe terminou a temporada 2014-15 em primeiro lugar da divisão norte da Liga Alef e retornou à Liga Leumit.
Na temporada 2015-16, o clube alcançou sua melhor colocação até o momento, quando terminou em quarto lugar na Liga Leumit.
Na temporada 2018-19, o clube ganhou a Toto Cup Leumit - tornando-se o primeiro clube de torcedores a ganhar um troféu no futebol israelense. Mais tarde, na temporada 2018-19, o clube venceu a Girls State Cup.
Em maio de 2020, durante a temporada 2019-20, o Conselho do clube decidiu renomear o nome do clube para Hapoel Jerusalem e mudou o logotipo de acordo.

## Torcedores e atividade social
Ao lado do sucesso profissional em campo, muitos torcedores do time também valorizam o ideal de que um clube de futebol represente sua comunidade local e seja propriedade de seus torcedores, não de empresários. Também são enfatizadas causas sociais e ideológicas e valores como igualdade e convivência, fair play e denúncia da violência. Nesse sentido, é comum de ver judeus e arabes juntos na torcida do estádio.
Os torcedores do time têm participado de diversas atividades sociais, como parte do que é conhecido como "Iniciativa Social". Isso incluía instruir alunos em várias escolas em Jerusalém, bem como ensinar hebraico a novos imigrantes. Hoje, o mais bem-sucedido desses programas é o que se chama de "liga do bairro", em que alunos do ensino fundamental representam suas escolas em times de futebol e também recebem ajuda nas tarefas escolares. Famílias de torcedores compõem uma grande parte da torcida e donos de membros.

## Títulos
- Liga Alef: (2) 2012-13, 2014-15
- Liga Bet: (1) 2010-11
- Liga Gimel: (1) 2009-10
- Toto Cup: (1) 2018-19